# إيراندوبا
إيراندوبا (بالبرتغالية: Iranduba‏) هي بلدية تقع في البرازيل في الأمازون (ولاية). يقدر عدد سكانها بـ 41,947 نسمة ومساحتها 2,215,033 كم2 وترتفع عن سطح البحر 92 متر.